# رندی تام
رندی تام (انگلیسی: Randy Thom؛ زاده) یک تدوینگر صدا اهل ایالات متحده آمریکا است.

## بخشی از فیلمشناسی
1. Never Cry Wolf (۱۹۸۳)
2. بازگشت جدای (۱۹۸۳)
3. The Right Stuff (۱۹۸۴)
4. فارست گامپ (۱۹۹۴)
5. Backdraft (۱۹۹۱)
6. تماس (۱۹۹۷)
7. دورافتاده (۲۰۰۰)
8. شگفت‌انگیزان (۲۰۰۴)
9. The Polar Express (۲۰۰۴)
10. راتاتویی (۲۰۰۷)